# Cordillera
Cordillera – jeden z departamentów Paragwaju. Stolicą jest miasto Caacupé.

## Dystrykty

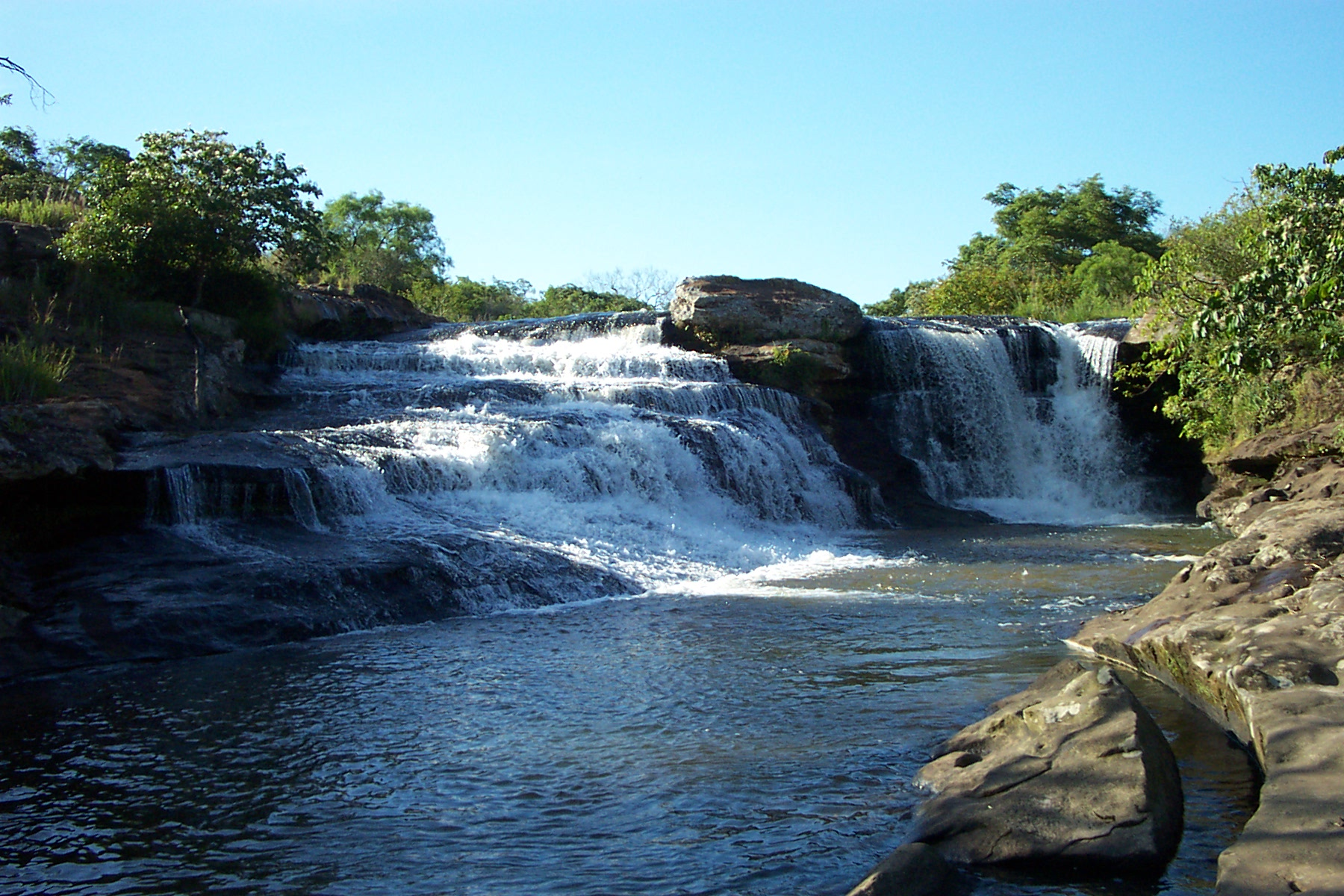
Wodospad Piraretá

Departament dzieli się na 20 dystryktów:
1. Altos
2. Arroyos i Esteros
3. Atyrá
4. Caacupé
5. Caraguatay
6. Emboscada
7. Eusebio Ayala
8. Isla Pucú
9. Itacurubí de la Cordillera
10. Juan de Mena
11. Loma Grande
12. Mbocayaty del Yhaguy
13. Nueva Colombia
14. Piribebuy
15. Primero de Marzo
16. San Bernardino
17. San José Obrero
18. Santa Elena
19. Tobatí
20. Valenzuela

## Współrzędne
Współrzędne geograficzne departamentu to: 24° 50’ i 25° 35’ S oraz 56° 30’ i 57° 27’ W.

## Sąsiednie departamenty
Cordillera sąsiaduje z pięcioma departamentami:
- San Pedro na północy
- Paraguarí na południu
- Central na zachodzie
- Caaguazú na wschodzie
- Presidente Hayes na północnym zachodzie.

## Stolica

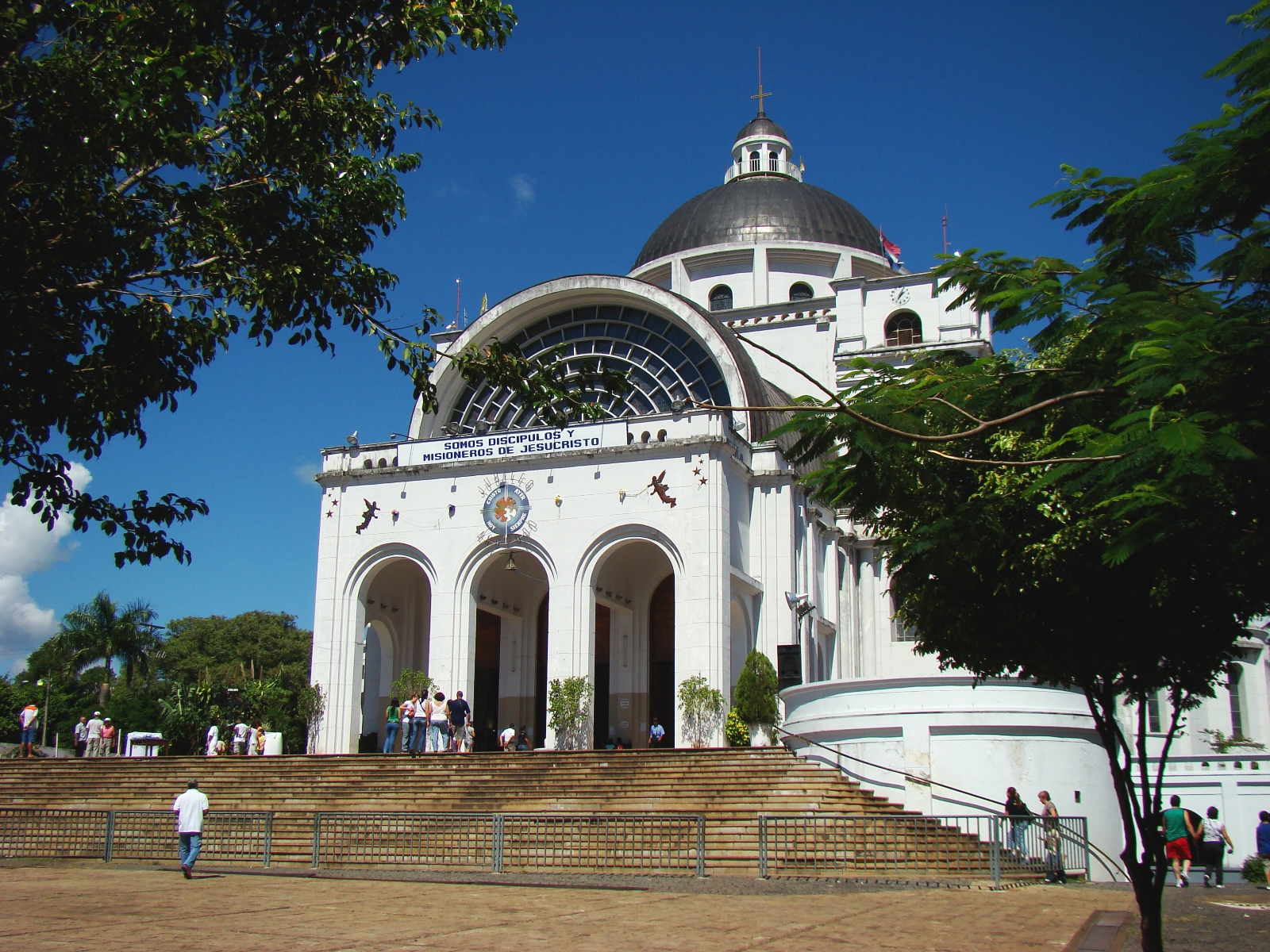
Bazylika w Caacupé

Stolicą Cordilerry jest miasto Caacupé. Założone zostało 4 kwietnia 1770 przez Carlosa Murphy’ego. Powierzchnia miasta to 150 km², a liczba ludności wynosi 35 324 mieszkańców. Leży 54 km na wschód od stolicy Paragwaju Asunción. Miasto jest także „duchową stolicą” kraju z powodu znajdującej się tam La Virgen de los Milagros z Caacupé, czczonej w bazylice (specjalne miejsce dla Matki Boskiej). Co roku 7 i 8 grudnia przybywają tutaj pielgrzymki w liczbie ponad 1,5 miliona wiernych.
Caacupé jest także obowiązkowym miejscem przerwy dla turystów w podróży do Cordillera de Los Altos.

## Historia
W XVII i XVIII wieku terytorium dzisiejszej Cordillery przechodziło poważny kryzys spowodowany bojowo nastawionymi Indianami Chaco. Mieszkańcy osady Tobati ulokowanej w północnym biegu rzeki Pirapo przenosili się na południe z powodu ciągłych ataków wojowników Mbaye-guaicurúes. Rezydenci z Altos i Atyra stworzyli uregulowania dotyczące Indian i tym samym zakończyli kryzys.
Na tym terenie osiedlali się osadnicy i założyli m.in. te miejscowości: Arroyos y Esteros, Primero de Marzo, Caraguatay i Piribebuy.
Do końca XVIII wieku te małe miasta powiększały się, następnie łączyły aż do dziś tworząc obecne miasta. Przykładem są miasta Arroyos y Esteros i Eusebio Ayala.
Już na początku XX wieku, w 1906, Paragwaj został podzielony na departamenty. Cordillera została utworzona jako czwarty departament i początkowo nosiła nazwę Caraguatay’.
W roku 1945, na mocy dekretu nr 9484 departament otrzymał obecną nazwę ‘Cordillera’. W ostatecznym rozrachunku w roku 1973, dekretem nr 426 ustalono obecne granice i dystrykty departamentu.

## Orografia

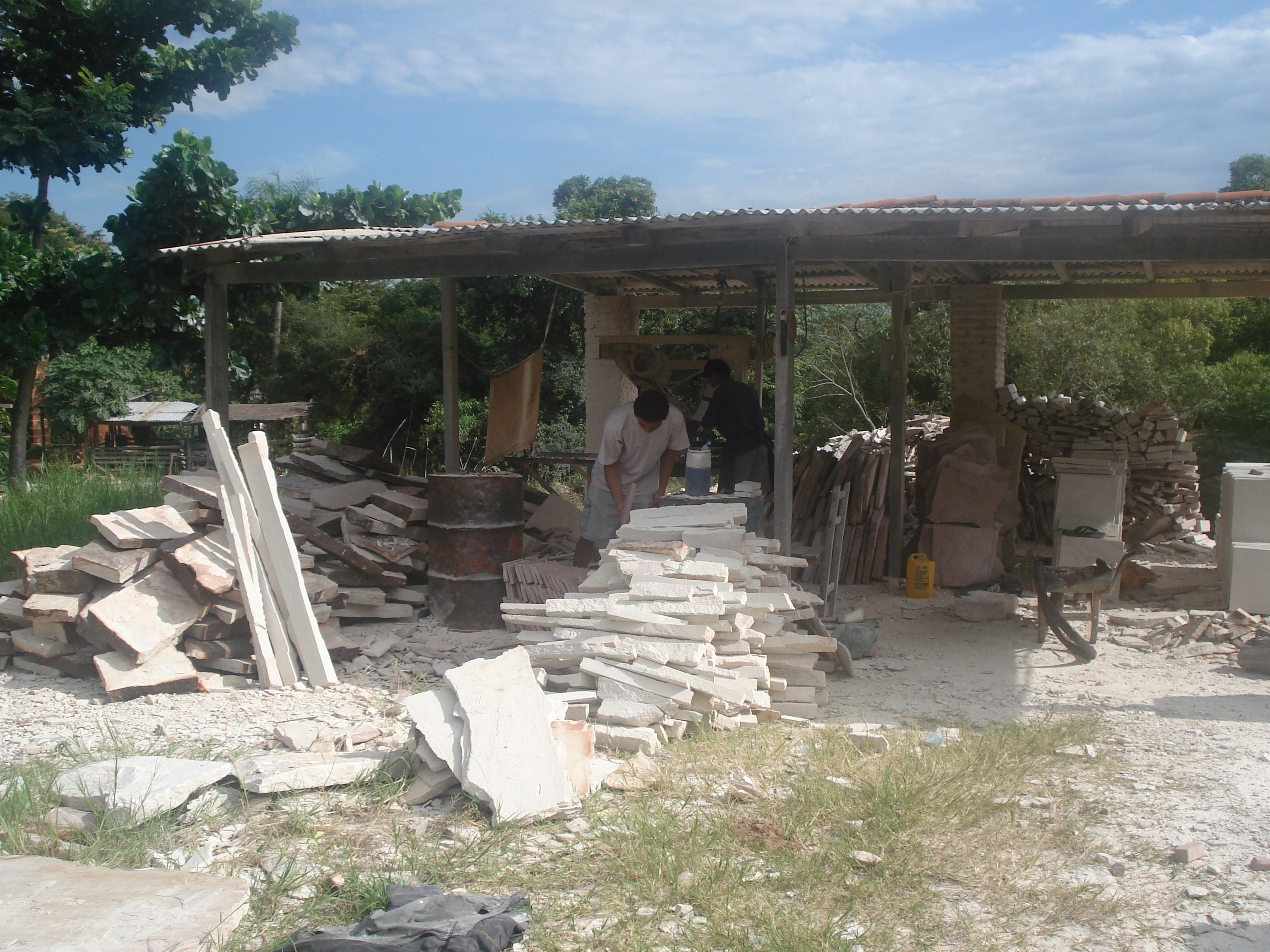
Emboscada

Pod względem demograficznym Cordillera podzielona jest na dwa różne obszary. Obszar położony na północnym wschodzie, gdzie teren jest płaski z wieloma ujściami rzek, sprzyja gospodarce. Drugi obszar ciągnący się wzdłuż Cordillera de Los Altos to teren płaski i miejscami pagórkowaty, nadaje się do rolnictwa.

## Hydrografia
Rzeka Paragwaj przepływa przez departament na odcinku 33 km. Drugą ważną rzeką jest Manduvirá, która przepływa przez miasta Piribebuy, Valenzuela i wpada do Paragwaju. Głównym dopływem rzeki Manduvirá jest Tobatiry.
Inne główne rzeki departamentu to Piribebuy, która ma źródło w Pirayú i wpada do rzeki Paragwaj, i rzeka Salado, mająca źródło w Ypacaraí.
Jeziorem o znaczeniu symbolicznym jest jezioro Ypacaraí, które zostało utworzone przez wody wielu strumieni wpływających do niego. Jezioro 22 km długości, od 5 do 6 km szerokości, 300 metrów głębokości w najgłębszym miejscu i 90 km² powierzchni.

## Klimat
Klimat jest łagodny i suchy. Średnia roczna temperatura wynosi 22 °C. Maksymalna temperatura wyniosła 39 °C a minimalna 3 °C. Największa ilość opadów to 1536 mm przy średniej rocznej 153 mm. W czerwcu i sierpniu opady nie przekraczają 80 mm.

## Gospodarka
Gospodarka departamentu opiera się głównie na rolnictwie. W Cordillerze produkuje się takie produkty jak: bawełna (roślina), ananasy, ryż, kwaśne pomarańcze, kukurydza, banany, trzcina cukrowa, kawa, pieprz, truskawki, groch, limonki, mandarynki i stewia. W mniejszych ilościach uprawiane są: grejpfruty, pomidory, marchew, cytryna, orzeszki ziemne i maniok.
Produkcja drobiu umieszcza departament w krajowej czołówce. Na mniejszą skalę hoduje się bydło domowe, świnie, owce, konie i kozy.

## Transport i łączność

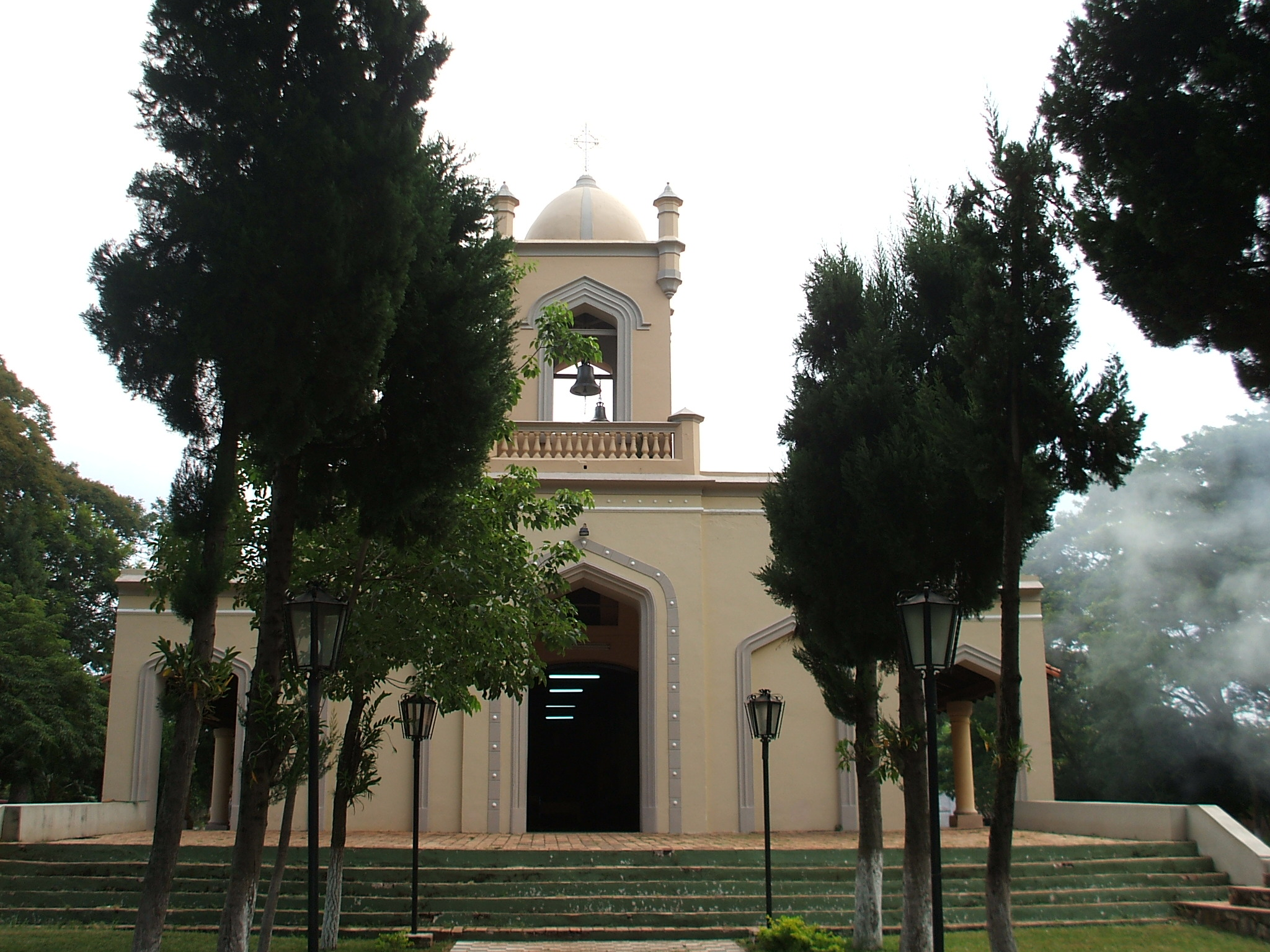
Kościół Senior

Główną drogą w departamencie jest przebiegająca na północy autostrada Marshal José Félix Estigarribia (nr 2). Większość dróg jest to betonowe enripiados (droga zbudowana z mieszanki piasku i drobnych kamieni). Autostrada „General Elizardo Aquino” (nr 3) przebiega przez cały departament i łączy go z departamentem Concepción. Największą żeglowną rzeką jest Paragwaj. W każdym dystrykcie są lotniska.
Jest spora ilość stacji radiowych, zarówno publicznych, jak i prywatnych. Wśród nich są m.in. ZP 28, Radio Głosu, Radio Sol, Serrania Radia i Radio Caacupé.
W Caacupé działają takie instytucje jak: Gubernia Cordillera, Ratusz, Sąd pierwszej instancji, oddział Banku Narodowego Fomento, COPACO SA, ANDE, Poczta, Szpital, Kuratorium szkół podstawowych i średnich, Uniwersytet Narodowy, trzy uniwersytety prywatne, szkoły wyższe, średnie i podstawowe, Paragwajski Czerwony Krzyż, Lions Club, i kilka innych instytucji.

## Turystyka
Przyrodniczo Cordillera jest jednym z najpiękniejszych departamentów Paragwaju. Są tutaj liczne górskie strumienie, a teren ten sprzyja odpoczynkowi i rekreacji w lecie.
San Bernardino leżące nad jeziorem Ypacaraí przyciąga wielu turystów, jest największym letnim ośrodkiem turystycznym w kraju. Turystów przyciągają piękne strumienie Ytú i Yhaguy Guazú oraz małe wodospady na rzekach Amambay, Piraretá i Siete Caídas.
Inną atrakcją jest muzeum Hassler w San Bernardino. Stoi ono w miejscu, gdzie odbyła się batalia pomiędzy Acosta Ñu i Eusebio Ayala. Bazylika i kościoły w Caacupé, W Caacupé i Piribebuy, Altos, Piribebuy, Valenzuela i Atyrá nadal zachowują swoje oryginalne ołtarze z czasów Franciszkanów.
Łańcuch wzgórz Altos oferuje idealne miejsca do wspinaczki. Wzgórza Caacupé, w Cristo Rey to Rezerwat Ekologiczny. Warto też zobaczyć wzgórza Cavajhu i Atyrá.
W Tobati na wzgórzu Tobati są formacje geologiczne datowane na 400 do 500 milionów lat temu. Niektóre skały noszą dziwne nazwy jak np. „Leon semi dormido”, czyli „Lew, który prawie śpi” czy inne skał jak vytu Silla, Gigantesco Batracio.
Na rzece Caraguatay, miejsce o nazwie Vapor Cué, jest miejscem, gdzie łodzie zostały porzucone przez Paragwajczyków, aby nie wpaść w ręce wroga podczas wojny z Potrójnym Sojuszem.
Departament produkuje szereg wyrobów rękodzielniczych takich jak encaje ju (piękne chustki dziergane ręcznie), ponchos sesenta listas (szmatki noszone w zimie), zdobienie skór, drewna itp.